# Jedwabne (gromada)
Jedwabne – dawna gromada, czyli najmniejsza jednostka podziału terytorialnego Polskiej Rzeczypospolitej Ludowej w latach 1954–1972.
Gromady, z gromadzkimi radami narodowymi (GRN) jako organami władzy najniższego stopnia na wsi, funkcjonowały od reformy reorganizującej administrację wiejską przeprowadzonej jesienią 1954 do momentu ich zniesienia z dniem 1 stycznia 1973, tym samym wypierając organizację gminną w latach 1954–1972.
Gromadę Jedwabne z siedzibą GRN w mieście Jedwabne utworzono 31 grudnia 1959 w powiecie łomżyńskim w woj. białostockim z obszaru zniesionych gromad Kucze Wielkie, Stryjaki, Janczewo i Kotowo-Plac.
1 stycznia 1972 do gromady Jedwabne przyłączono wieś Olszewo-Góra z gromady Stawiski w powiecie kolneńskim.
Gromada przetrwała do końca 1972 roku, czyli do kolejnej reformy gminnej.